# (8145) Valujki
(8145) Valujki (1983 RY4) – planetoida z pasa głównego asteroid okrążająca Słońce w ciągu 4,58 lat w średniej odległości 2,76 au. Odkryta 5 września 1983 roku.